# Mandudi-Limni-Ajia Ana
Mandudi-Limni-Ajia Ana (gr. Δήμος Μαντουδίου-Λίμνης-Αγίας Άννας, Dimos Mandudiu-Limnis-Ajias Anas) – gmina w Grecji, w administracji zdecentralizowanej Tesalia-Grecja Środkowa, w regionie Grecja Środkowa, w jednostce regionalnej Eubea. W 2011 roku liczyła 12 045 mieszkańców. Powstała 1 stycznia 2011 roku w wyniku połączenia dotychczasowych gmin: Nileas, Elimnii i Kireas. Siedzibą gminy jest Limni.